# Каґанер
Каґане́р (кат. caganer, вимовляється [kəɣəˈne], «серун») — давня різдвяна традиція, поширена в Каталонiї, виготовлення сороміцьких фігурок розфарбованих чоловічків, які справляють велику нужду, що не тільки є розвагою, а за повір'ям, володіння такими фігурками здатне принести успіх.
Каґанер є однією з фігурок, що каталонці ставлять до традиційного різдвяного вертепа, причому місцева католицька церква ставиться до цього більш ніж толерантно. Символічне призначення каґанерів є цілком позитивним. На Різдво такі фігурки ретельно ховають у помешканні чи десь у вертепі з зображенням Святої Родини, а завданням запрошених гостей і дітей є знайти каганера/каганерів. Вважається, що тому, хто знайшов таку фігурку і триматиме її впродовж року на видноті (вдома або на робочому місці), щаститиме.
Існує безліч пояснень великої популярності в Каталонії цієї сороміцької традиції. По-перше, це суто каталанська традиція, яка є дуже колоритною, водночас є зразком народної сатири — у образі каґанерів можуть бути зображені будь-хто, від селян, до владоможців, що в такий незвичний спосіб доводить рівність усіх людей. Натуралізм каґанерів виказує, імовірно, їхнє селянське походження. Каталонські селяни вважають, що фігурки каганерів є гарантією плодючості землі, оскільки вносять у неї «добрива».
Зазвичай, каґанерів роблять з гіпсу і потому розфарбовують (зараз працюють десятки майстерень з викотовлення таких різдвяних фігурок). Традиційне зображення каґанера — це звичайний селянин-каталонець обов'язково в червоній баретіні.

## Походження і поширення традиції

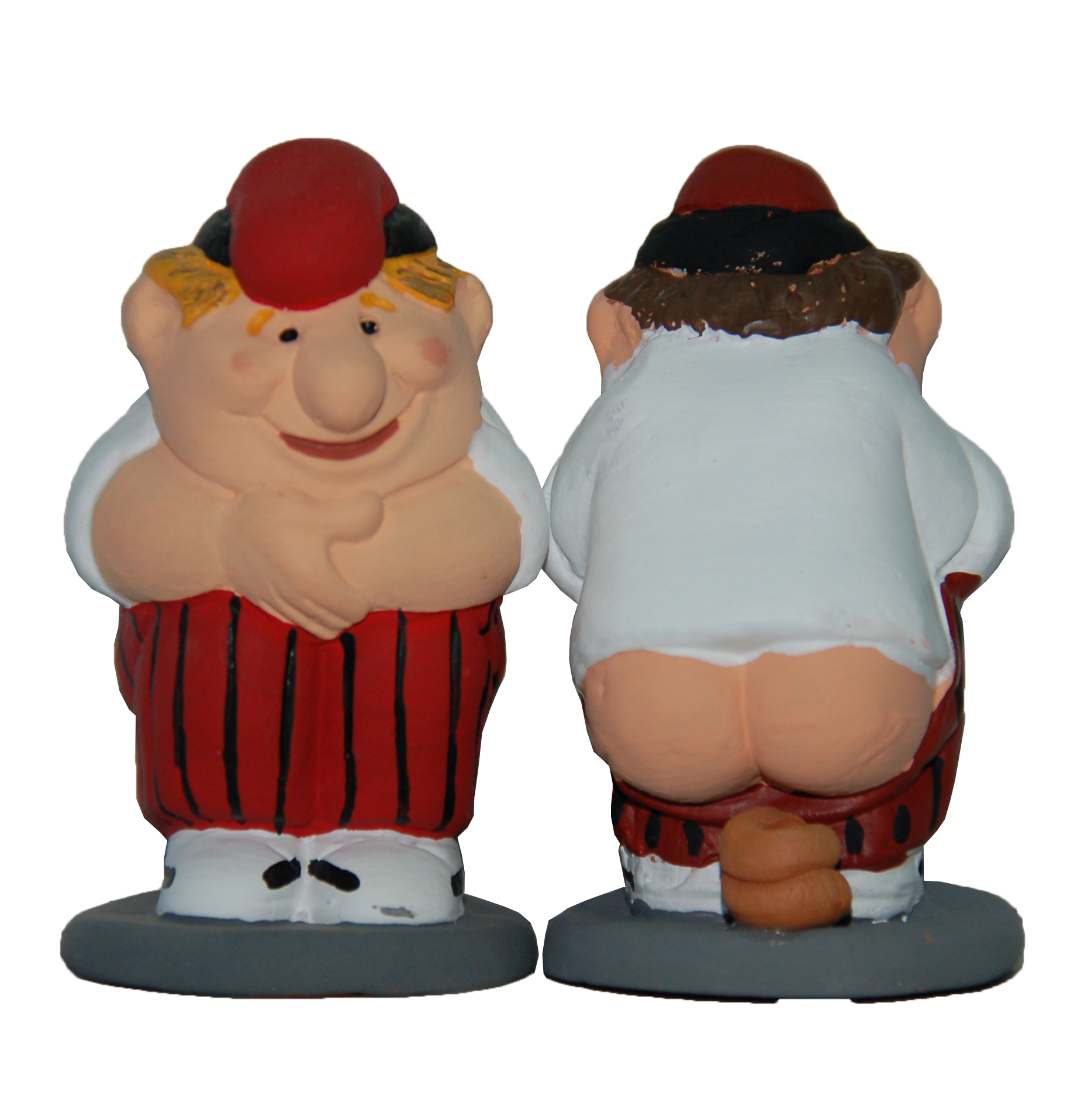
CaganerCatala

Історичне коріння каталонської традиції робити на Різдво каґанерів невідоме — достеменно відомо, що вже з XVII ст. вона є достатньо популярною у всіх Каталонії, особливо в Каталонії, Андоррі і Північній Каталонії. Прив'язка каґанерів до знайденого в районі Уржель іберійського зображення воїна, що справляє нужду, є доволі суперечливим.
Схожі на виготовлення каталонських каґанерів традиції є в інших народів західно-європейських країн — у іспанців Саламанки, Мурсії (ісп. cagones), італійців Неаполя (італ. cacone або pastore che caca), португальців (порт. cagöes),  французів на півдні Франції (фр. Père la Colique), фламандців (нід. Kakkers), німців (нім. Hinterlader) тощо.
Однак лише в Каталонії каґанер став справжнім національним символом. З 1940-х років цю каталонську традицію було адаптовано до потреб часу — разом з традиційним дизайном фігурок каґанерів з'явивилися зображення інших персонажів і осіб у цій недвозначній позі: монахів, чортів,  святих, Санта-Клауса, кастельєро, різних відомих людей — від спортсменів і співаків, історичних осіб до актуальних політиків і навіть членів іспанської королівської родини. У різний час в образі каґанерів зображувалися Іван-Павло II, Сальвадор Далі, Рейган, Осама бен Ладен тощо.

## Каґанери в наш час
У 2005 році невключення Барселонською міською радою каґанерів у число зображень на Різдвяні свята спровокувало справжній скандал у каталонському суспільстві — лунали звинувачення в національному тиску на каталонців і наступі на каталонські традиції. Міській раді навіть довелось вигадувати більш-менш принагідне пояснення, мовляв через чинну заборону справляння природних нужд у громадських місцях у Барселоні, зображення каґанера є неґативним взірцем негідної поведінки.
Нещодавно поряд з традиційними каґанерами з'явилися фігурки хлоп'ят, що справляють малу нужду, що однак не є автентичними і, ймовірно, являють ремінісценцію відомої Брюссельської скульптури Пісяючого хлопчика.
У 2007 році на центральному ринку Санта–Люсія в Барселоні найбільшим успіхом користувалися фігурки каганерів, які зображували президентів США та Франції — Джорджа Буша і Ніколя Саркозі, а також прем’єр–міністра Іспанії Хосе Сапатеро, зірок місцевої футбольної команди — гранда європейського футболу «Барселони» тощо.

## Виноски
1. ↑  Bilbeny J. Les arrels precristianes del pessebre de Nadal[недоступне посилання з квітня 2019]
2. ↑  Amics del Caganer. Архів оригіналу за 15 грудня 2008. Процитовано 16 червня 2008.
3. ↑  «Каккер», стаття у Нідерландськомовній Вікіпедії
4. ↑  Barcelona’s Christmas Crapper Canned, 25-12-2005. Архів оригіналу за 30 Травня 2008. Процитовано 16 Червня 2008.